# ويليام هنري درابر جونيور
ويليام هنري درابر جونيور (بالإنجليزية: William Henry Draper, Jr.)‏ هو دبلوماسي أمريكي، ولد في 10 أغسطس 1894 في هارلم في الولايات المتحدة، وتوفي في 26 ديسمبر 1974 في Nola ‏ في إيطاليا.

## وصلات خارجية
- ويليام هنري درابر جونيور على موقع مونزينجر (الألمانية)